# Karl Wendlinger
Karl Wendlinger est un pilote automobile autrichien né le 20 décembre 1968 à Kufstein en Autriche. Issu comme Michael Schumacher de la pépinière Mercedes, sa prometteuse carrière en Formule 1 a été compromise par un grave accident survenu pendant les essais du Grand Prix automobile de Monaco 1994.

## Biographie

### Avant la Formule 1
Karl Wendlinger commence la course automobile par le karting en 1983. Passé à l'automobile, il devient champion d'Autriche de Formule 3 dès sa première saison dans la discipline en 1988. L'année suivante, il remporte le championnat d'Allemagne de Formule 3 devant Michael Schumacher et Heinz-Harald Frentzen. Cela vaut aux trois hommes (ainsi qu'à Fritz Kreutzpointner) d'être incorporés en 1990 dans le Junior Team Sauber-Mercedes dans le championnat du monde des sports-prototypes. L'objectif de Mercedes est alors de former de jeunes talents en vue d'une accession future à la Formule 1. En 1991, Wendlinger participe aux 24 Heures du Mans en équipage avec Schumacher et Kreuzpointer et termine à une prometteuse cinquième place.

### Formule 1

#### 1991–1992: March Leyton House
À la fin de l'année 1991, Mercedes accélère la formation de ses jeunes pilotes et, quelques semaines après Schumacher, finance l'arrivée de Wendlinger en Formule 1, au sein de la modeste écurie Leyton House Racing qui reprend, en 1992, le nom d'origine, March. Malgré la faiblesse de son matériel, Wendlinger montre sa vitesse et sa constance : il se qualifie pour toutes les courses où il est engagé, contrairement à son équipier Paul Belmondo, et marque les derniers points de March avec une 4e place au Canada. 

#### 1993–1995: Sauber
En 1993, lorsque l'écurie Sauber, derrière laquelle se tapit l'antenne sportive de Mercedes, accède à la Formule 1, Wendlinger est logiquement appelé pour en être l'un des deux pilotes. Progressivement, il prend la mesure de son équipier JJ Lehto et confirme ses belles dispositions en étant l'un des jeunes pilotes les plus en vue.
Début 1994, même s'il est dominé en vitesse pure par son nouvel équipier Heinz-Harald Frentzen, il réalise un solide début de saison, en terminant notamment sixième au Brésil puis quatrième à Saint-Marin, le 1er mai. Mais sa trajectoire s'interrompt brutalement une dizaine de jours plus tard, lors des premiers essais du Grand Prix de Monaco ; à la sortie du tunnel, l'endroit le plus rapide du circuit, Karl Wendlinger perd le contrôle de sa monoplace, probablement à la suite d'une petite touchette contre le rail. Sa Sauber part dans une longue glissade avant de heurter latéralement les barrières à la chicane du port. Mal protégée par l'absence de protection latérale autour du cockpit, d'autant plus que l'Autrichien est particulièrement grand, la tête de Wendlinger rentre violemment en contact avec les barrières. Rapidement sur les lieux de l'accident, les médecins ne peuvent que constater son coma. Onze jours après les accidents mortels d'Ayrton Senna et de Roland Ratzenberger, ce nouveau drame plonge plus encore la Formule 1 dans la torpeur.
Après dix-neuf jours de coma à l'hôpital de Nice, puis deux semaines de « sommeil provoqué » à l'hôpital d'Innsbruck afin de faciliter la résorption d'un œdème au cerveau, Wendlinger entame sa convalescence qui s'avère plus rapide que prévu. S'il envisage même un temps son retour à la compétition pour les dernières manches du championnat 1994, un premier test fin septembre s'avère peu concluant en raison de vives douleurs au genou. Wendlinger reporte alors son retour à la compétition au début de la saison suivante afin de bénéficier de tout l'hiver pour affiner sa condition.
Dès les premières manches du championnat 1995, si Wendlinger semble avoir retrouvé ses capacités physiques, ses performances sont désastreuses, à parfois près de trois secondes au tour de Frentzen. À la veille du Grand Prix de Monaco, Sauber préfère l'écarter temporairement et le remplace par le jeune espoir français Jean-Christophe Boullion qui ne parvient pas à convaincre. Sauber redonne sa chance à Wendlinger pour les deux dernières courses de la saison, mais ses prestations décevantes sonnent définitivement le glas de sa carrière en Formule 1.
Wendlinger se reconvertit en Endurance et parvient, au fil des années, à se bâtir un palmarès enviable, avec un titre en FIA GT en 1999 et une victoire aux 24 Heures de Daytona 2000, au volant  de la Dodge Viper aux côtés de Dominique Dupuy et d'Olivier Beretta. De retour dans le championnat GT après un intermède peu concluant en DTM chez Audi en 2002 et 2003, il passe proche d'un second titre en 2005 avec la Maserati MC12 du JMB Racing. En 2006, toujours en FIA GT, il pilote une Aston Martin.

## Palmarès
- 1988 : Champion d'Autriche de F3
- 1989 : Champion d'Allemagne de F3
- 1999 : Champion FIA GT sur Dodge Viper (victoire à Monza[2] et à Zolder[3], à Oschersleben[4] et à Donington[5] et Zhuhai notamment[6])
- 2000 : Vainqueur des 24 Heures de Daytona

## Résultats en championnat du monde de Formule 1
| Saison | Écurie                 | Châssis | Moteur       | Pneus    | GP disputés | Points inscrits | Classement |
| ------ | ---------------------- | ------- | ------------ | -------- | ----------- | --------------- | ---------- |
| 1991   | Leyton House Racing    | CG911   | Ilmor V10    | Goodyear | 2           | 0               | n.c.       |
| 1992   | March F1               | CG911B  | Cosworth V10 | Goodyear | 14          | 3               | 12e        |
| 1993   | Sauber                 | C12     | Sauber V10   | Goodyear | 16          | 7               | 11e        |
| 1994   | Broker Sauber Mercedes | C13     | Mercedes V10 | Goodyear | 3           | 4               | 18e        |
| 1995   | Red Bull Sauber Ford   | C14     | Ford V8      | Goodyear | 6           | 0               | n.c.       |

## Résultats aux 24 Heures du Mans
| Année | Voiture              | Équipe               | Équipiers                                 | Résultat     |
| ----- | -------------------- | -------------------- | ----------------------------------------- | ------------ |
| 1991  | Mercedes-Benz C11    | Team Sauber Mercedes | Fritz Kreutzpointner / Michael Schumacher | 5e           |
| 1992  | Peugeot 905 Evo 1B   | Peugeot Talbot Sport | Alain Ferté / Eric van de Poele           | Abandon      |
| 1996  | Porsche 911 GT1      | Porsche AG           | Yannick Dalmas / Scott Goodyear           | 3e           |
| 1997  | Porsche 911 GT1      | Roock Racing         | Allan McNish / Stéphane Ortelli           | Abandon      |
| 1998  | Chrysler Viper GTS-R | Team Oreca           | Marc Duez / Patrick Huisman               | Abandon      |
| 1999  | Chrysler Viper GTS-R | Team Oreca           | Olivier Beretta / Dominique Dupuy         | 10e          |
| 2000  | Chrysler Viper GTS-R | Team Oreca           | Olivier Beretta / Dominique Dupuy         | 7e           |
| 2001  | Chrysler LMP         | Team Oreca           | Olivier Beretta / Pedro Lamy              | 4e           |
| 2008  | Aston Martin DBR9    | Aston Martin Racing  | Heinz-Harald Frentzen / Andrea Piccini    | 16e (4e GT1) |